# Дюрнштайн-ин-дер-Штайермарк
Дюрнштайн (нем. Dürnstein in der Steiermark) — коммуна (нем. Gemeinde) в Австрии, в федеральной земле Штирия. 
Входит в состав округа Мурау.  Население составляет 333 человека (на 31 декабря 2005 года). Занимает площадь 14,21 км². Официальный код  —  6 14 01.

## Политическая ситуация
Бургомистр коммуны — Христине Кнайсль (СДПА) по результатам выборов 2005 года.
Совет представителей коммуны (нем. Gemeinderat) состоит из 9 мест.
- СДПА занимает 5 мест.
- АНП занимает 4 места.